# Isakowo (rejon łokniański, w pobliżu wsi Iwańkowo)
Isakowo (ros. Исаково) – wieś (ros. деревня, trb. dieriewnia) w zachodniej Rosji, w wołoscie Michajłowskaja (osiedle wiejskie) rejonu łokniańskiego w obwodzie pskowskim.

## Geografia
Miejscowość położona jest 3 km od dieriewni Iwańkowo i drogi regionalnej 58K-019 (Łoknia – Chriapjewo), 12 km od centrum administracyjnego osiedla wiejskiego (Michajłow Pogost), 4,5 km od centrum administracyjnego rejonu (Łoknia), 153 km od stolicy obwodu (Psków).

## Demografia
W 2010 r. miejscowość zamieszkiwały 3 osoby.